# Silvano Pietra
Silvano Pietra (Silvän in dialetto oltrepadano) è un comune italiano di 625 abitanti della provincia di Pavia in Lombardia. Si trova nella pianura dell'Oltrepò Pavese, a pochi chilometri dalla riva destra del Po, tra i torrenti Staffora e Curone.

## Storia
Il territorio di Silvano Pietra faceva parte della Corte regia di Corana, che l'imperatrice Adelaide donò nel 969 al monastero di San Salvatore di Pavia. In quell'epoca non era ancora noto Silvano, bensì il castello dell'Armentaria, attuale cascina Armentera. Silvano è citato dal XII secolo, allorché passa con i centri vicini sotto il dominio pavese. L'alta signoria del monastero del Salvatore, che si mantiene nei vicini centri di Corana e Bastida de' Dossi, viene di fatto a cessare a Silvano, che cade sotto il dominio dei Beccaria nel XIV secolo; seguono brevi infeudazioni dapprima agli Orsini di Lavello (1430-1468) e poi ai Bottigella di Pavia (1468), che furono grandi proprietari terrieri, per cui a lungo anche successivamente il paese fu detto Silvano Bottigella.
Già nel 1483 tuttavia il feudo venne loro sottratto, e dopo una breve infeudazione ai Sanseverino passò nel 1528 a Brunorio Pietra, ministro ducale, ai cui discendenti rimarrà fino all'abolizione del feudalesimo nel 1797. Al nome di Silvano Bottigella si sostituirà quindi il nome attuale.

### Simboli
Lo stemma e il gonfalone sono stati concessi con DPR del 31 luglio 1997.
Il gonfalone è un drappo rettangolare di rosso.

## Monumenti e luoghi d'interesse
Nella piazza centrale di Silvano Pietra si trova il castello (datato 1329) denominato Castello con alta torre già dei Beccaria. All'inizio del 1300 Silvano apparteneva feudalmente ai Beccaria, casata rappresentata da Manfredo, conquistatore di Mortara e Novara e capostipite del ramo di San Gaudenzio, Mortara e Silvano.
Probabilmente la costruzione del forte castello munito di tre torri alte 35, 27 e 25 metri fu iniziata dai Beccaria e terminata entro il primo quarto del XIV secolo ed utilizzato nei primi anni come prigione. Questa ipotesi è attestata da una scritta incisa sul muro originario trecentesco che recita "Prijonie".
Del castello originario oggi sopravvive soltanto l’ala sud con ancora visibili sulla facciata tracce del vecchio ponte levatoio, monofore ed archi a sesto acuto ed a tutto sesto.
Al suo interno sono conservati pregiati affreschi che vanno dal 1400 al 1600 e le cui paternità sono ancora al vaglio di esperti del settore.
L'ampia dimensione della via centrale dona la possibilità di guardare con molto respiro le numerose costruzioni testimoni di epoche diverse, ma tutte di pregevole fattura: dalla chiesa romanica (restaurata con garbo e dotata di notevoli affreschi) alle case del '300,  '400 e '500 in mattoni a vista ancora stilati in calce bianca, con arconi a tutto sesto, finestre contornate con formelle in cotto, finestre strombate e ampi cortili-giardini. Anche le epoche successive sono testimoniate dal santuario barocco, dalla cascina neogotica e da una casa Liberty.

## Galleria d'immagini

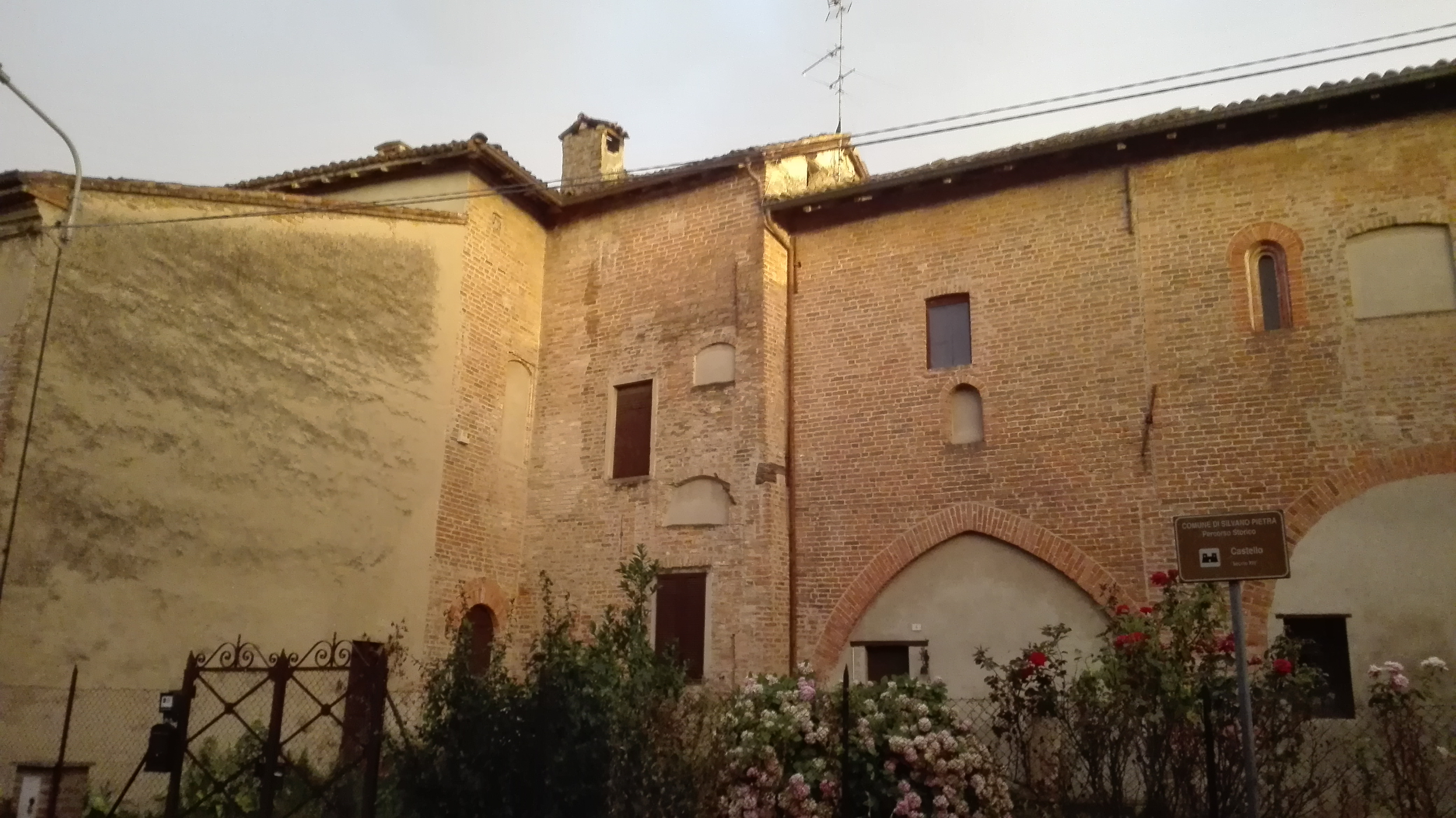
Il castello
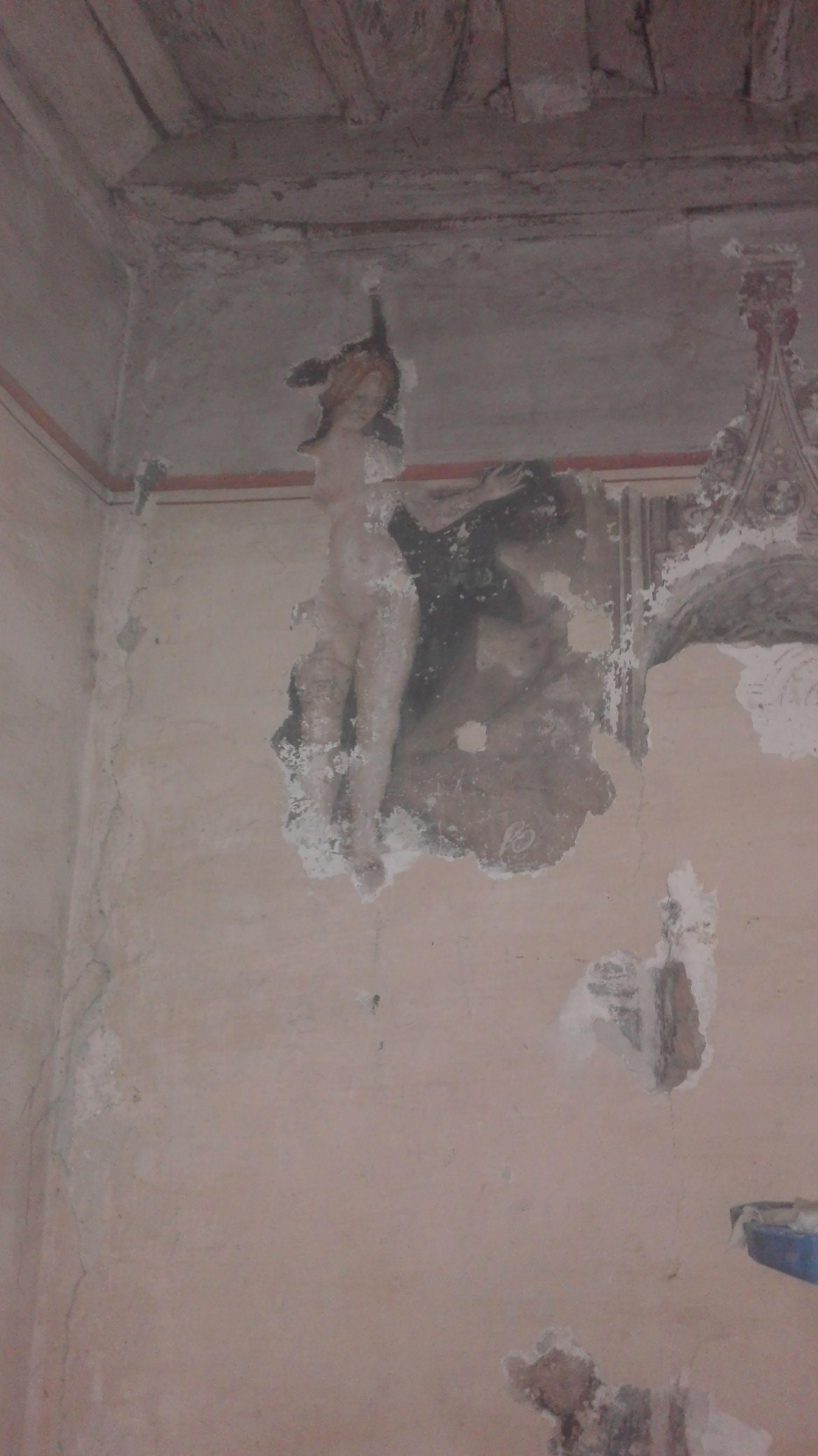
Venere in restauro
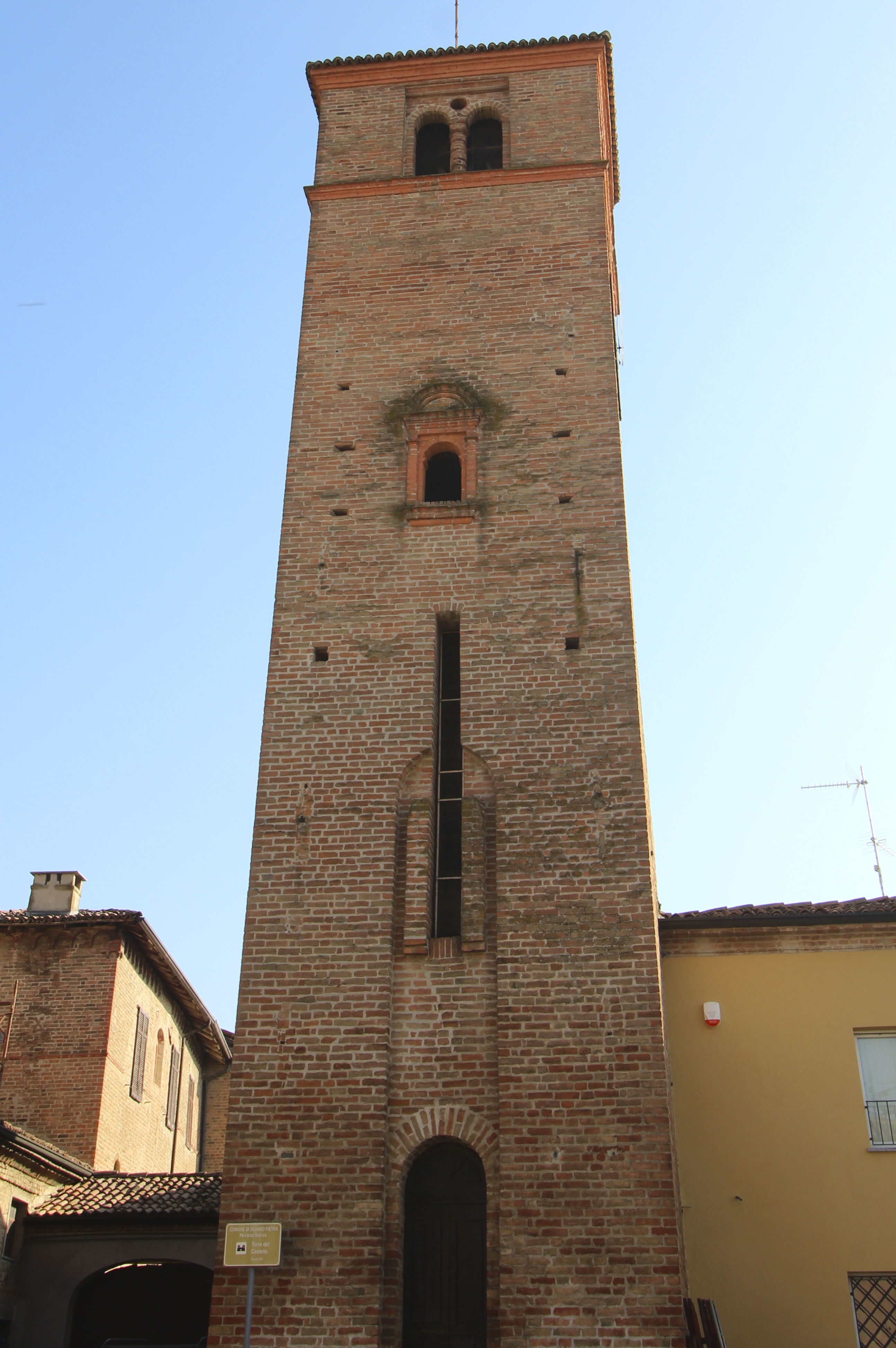
Torre Castellana
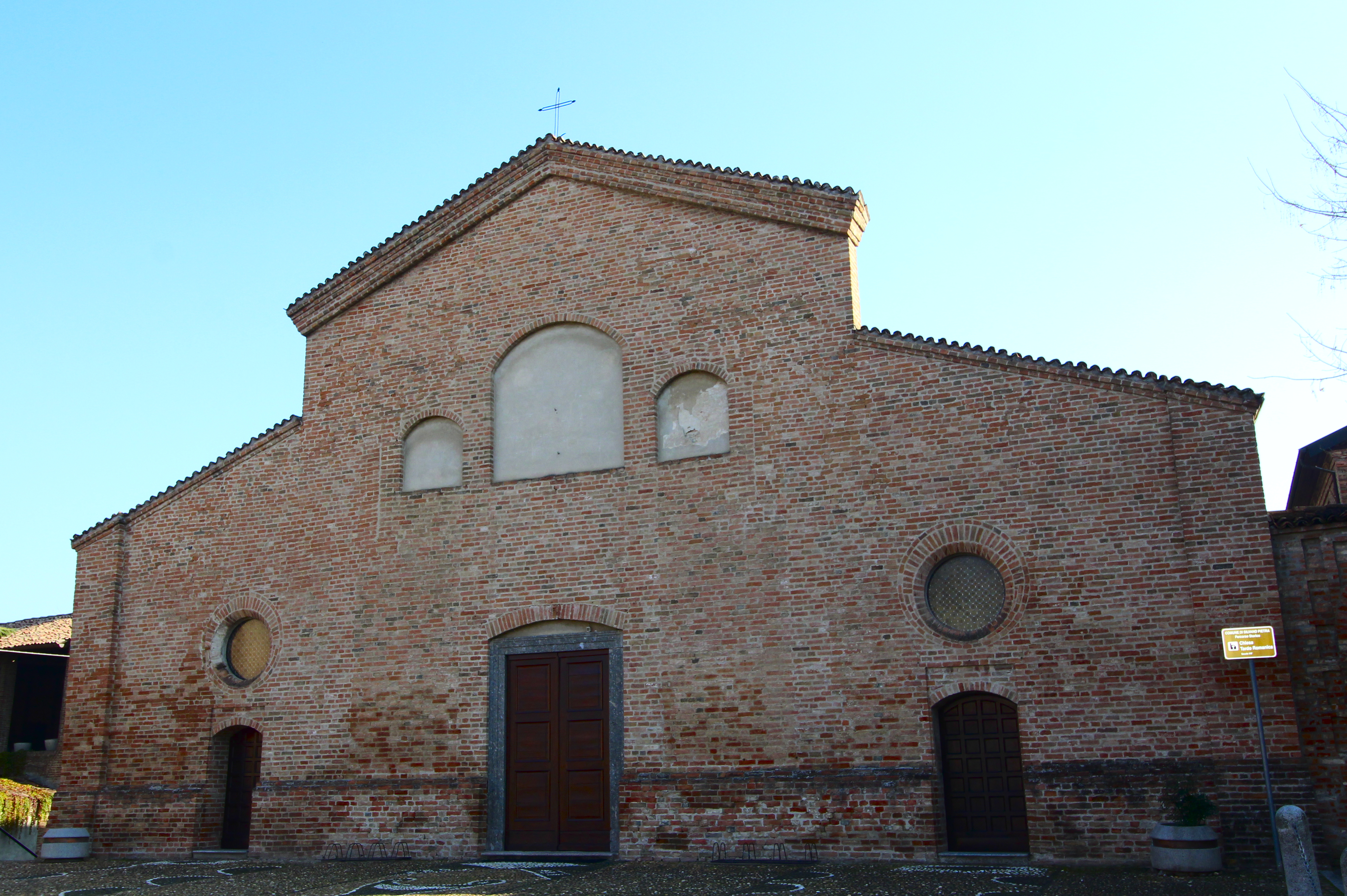
Santa Maria e San Pietro
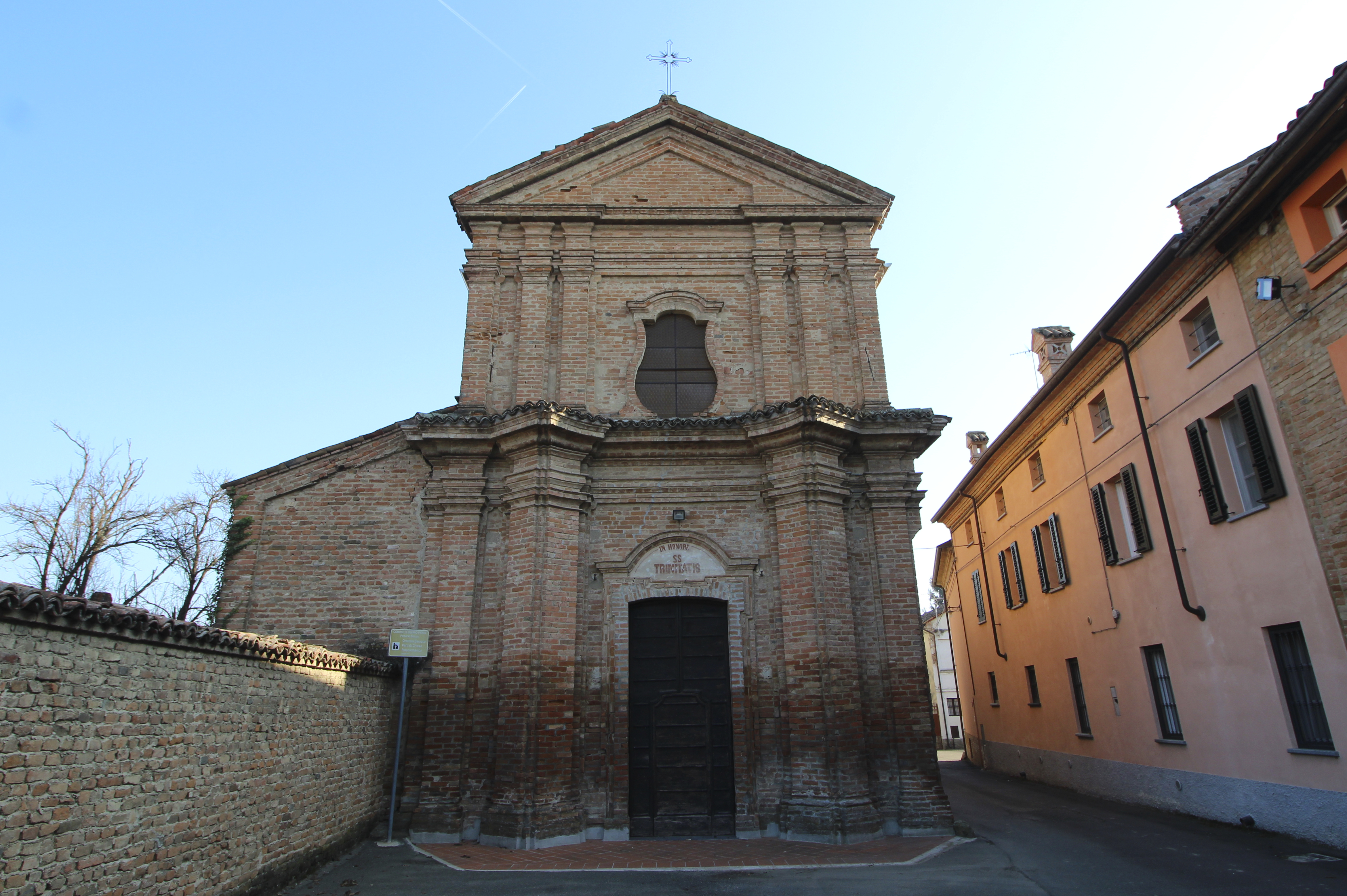
Santissima Trinità

## Società

### Evoluzione demografica
Abitanti censiti